# Riuada de Santa Teresa

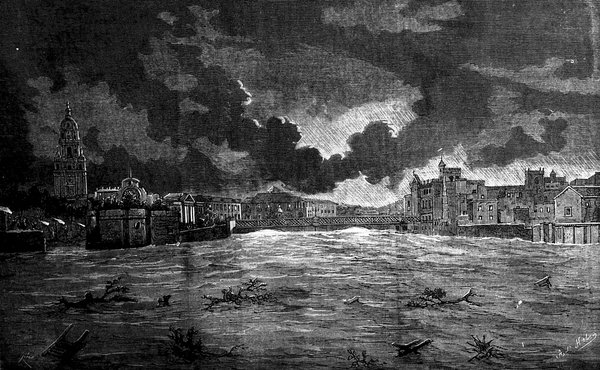
Gravat de la riuada de Santa Teresa al seu pas per Múrcia realitzat per Gustave Doré.

La Riuada de Santa Teresa va ser la inundació que va tindre lloc el 15 d'octubre de 1879 a la conca del Segura, la que fins hui compta amb els registres més alts de cabal a les ciutats de Múrcia i Oriola.
Les precipitacions van ser molt copioses a Múrcia, Almeria i Alacant. S'estima que en la capçalera del Guadalentí van arribar a caure 600 mm en tan sols una hora, intensitat rares vegades aconseguida en un episodi torrencial. Aquest riu va arribar a un cabal a Lorca de 1.450 m³/s, el qual es va desbordar i va causar grans danys en tota la seua conca. També els rius Mundo, Alhárabe, Argos, Quípar i Mula van tindre fortes crescudes. Així, es va originar una enorme riuada que va arribar als 1.890 m³/s a la capital murciana i que s'estima va superar els 2.000 m³/s a Oriola.

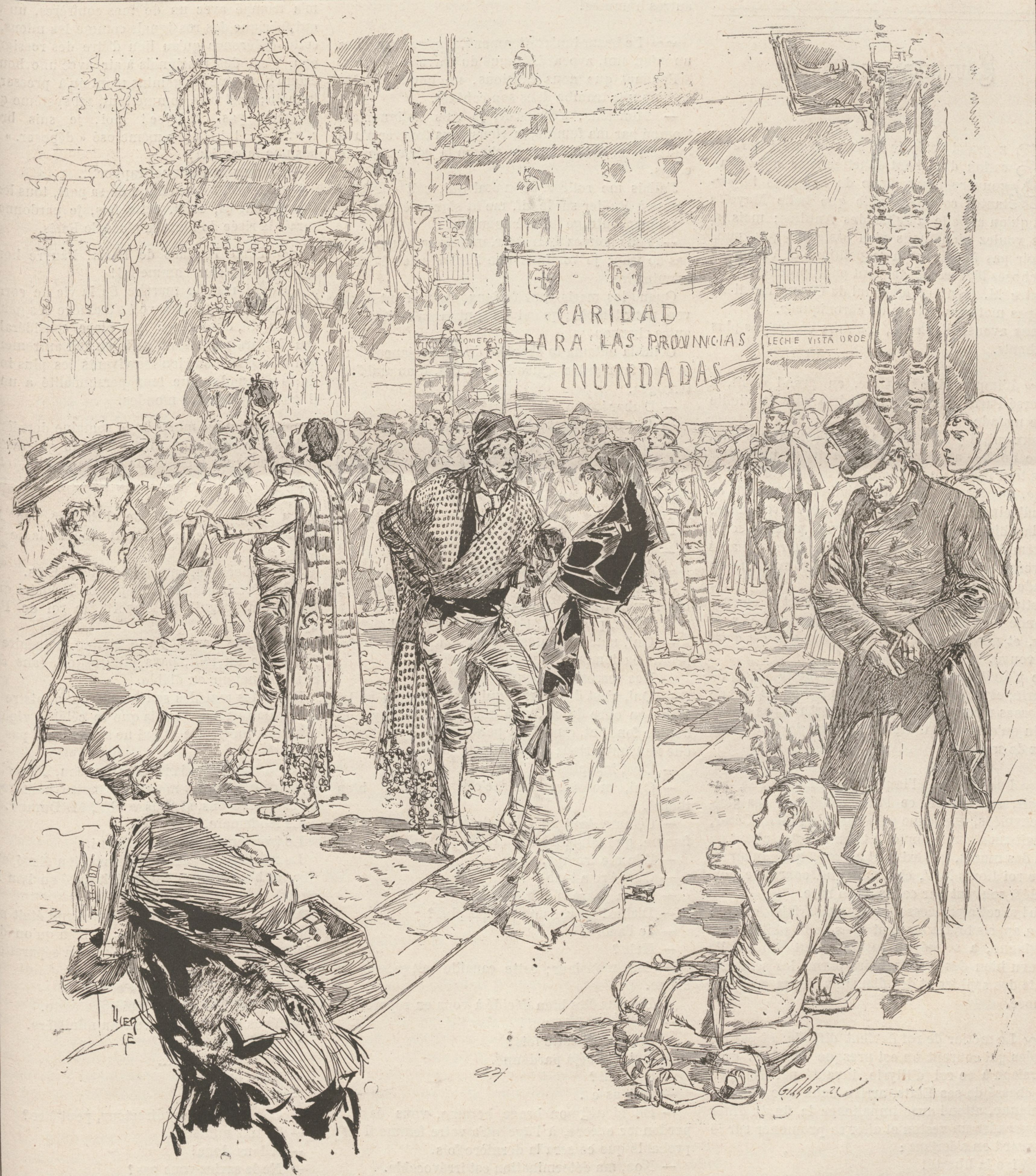
Petició d'ajuda als carrers de Madrid per als afectats per les inundacions

La ciutat de Múrcia es va veure totalment negada pel Segura que, després d'inundar nombroses pedanies al nord i a l'oest del nucli urbà, va superar el dic i va irrompre al centre. El riu va arribar a pujar 10,50 metres enfront del Palau de l'Almudí. A Oriola, després de la seua confluència amb el Guadalentí (el Regueró), el Segura arribava també a altures històriques. De fet, va arribar en alguns carrers a 3,80 metres, a l'altura dels primers pisos.

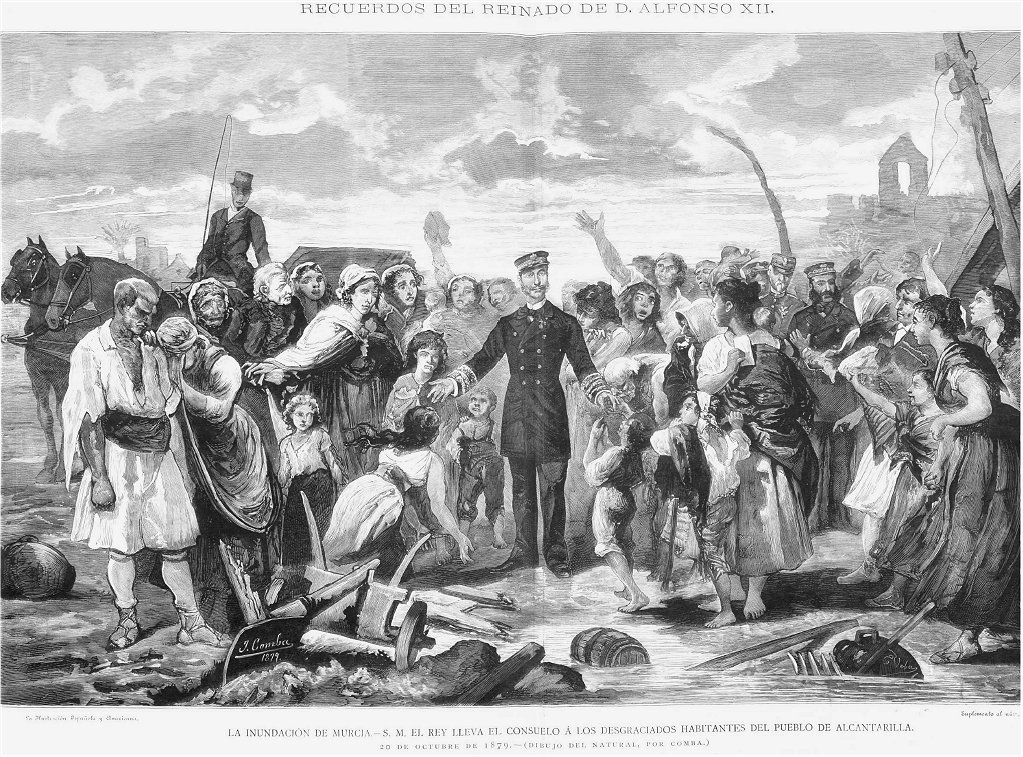
Gravat de la visita d'Alfons XII com a conseqüència de les terribles inundacions provocades per la riuada.

La inundació va arrasar la Vall del Guadalentí, i tota la Vega del Segura, amb nombroses pèrdues humanes i materials. Les xifres de la catàstrofe van ser impressionants amb més de 1.000 morts: 761 a Múrcia, 300 a Oriola, 13 a Llorca, 2 a Librilla i 1 a Cieza. A més, van ser destruïts 5.762 habitatges i barraques a Múrcia i Llorca i 22.469 animals van perir pel desastre.
Després del desastre, diverses persones i empreses es van dedicar a realitzar recol·lectes benèfiques per als damnificats, com va ser l'organitzada per la premsa murciana que va recollir diners de tot Espanya fins a 1884. Destaca al seu torn la figura de José María Muñoz, un acabalat de Càceres que va donar 500.000 pessetes a la Regió de Múrcia i 2.000.000 de rals a la ciutat d'Oriola. També a França es feren publicacions en benefici dels damnificats i s'hi organitzaren festes benèfiques com la de l'hipòdrom de París, esmentada per Marcel Proust al llibre-capítol Un amor de Swann de la seva novel·la A la recerca del temps perdut.
El mes de març de 1881, va eixir de Barcelona sor Pietat de la Creu amb tres postulants. Van arribar a l'Horta de Múrcia, amb el beneplàcit del bisbat de Cartagena, amb la intenció de fundar una família religiosa dedicada a l'atenció dels molts pobres, malalts i orfes que va causar la riuada.